# Requiem (Bracket)
Requiem è un album della punk rock band californiana Bracket. È stato pubblicato nel febbraio del 2006 dalla Takeover Records.

## Tracce
1. Warren's Song, Pt. 16 – 2:15
2. Warren's Song, Pt. 19 – 2:56
3. Warren's Song, Pt. 14 – 2:08
4. Warren's Song, Pt. 24 – 1:46
5. Warren's Song, Pt. 11 – 3:20
6. Warren's Song, Pt. 23 – 3:16
7. Warren's Song, Pt. 17 – 2:36
8. Warren's Song, Pt. 26 – 3:44
9. Warren's Song, Pt. 18 – 3:07
10. Warren's Song, Pt. 12 – 3:46
11. Warren's Song, Pt. 21 – 3:02
12. Warren's Song, Pt. 20 – 2:20
13. Warren's Song, Pt. 10 – 3:52
14. Warren's Song, Pt. 25 – 2:06
15. Warren's Song, Pt. 15 – 3:01
16. Warren's Song, Pt. 22 – 2:57
17. Warren's Song, Pt. 13 – 3:59

## Formazione
- Marty Gregori – voce e chitarra
- Larry Tinney – chitarra
- Zack Charlos – voce e basso
- Ray Castro – batteria